# Argon
Argonul este un element chimic aflat pe poziția a 18-a în tabelul periodic al elementelor. Argonul are simbolul Ar și numărul atomic 18.  Se găsește sub formă gazoasă, reprezentând 0,94% din atmosfera terestră. Pe Pământ este cel mai des întâlnit și folosit gaz nobil.

## Istoric
Deși este foarte abundent în atmosfera terestră (aproape 1%), argonul nu era cunoscut până în anul 1894, când fizicianul John Strutt, al treilea Lord Rayleigh și chimistul Sir William Ramsay au raportat existența lui la întâlnirea anuală a Asociației Britanice pentru Avansare a Științei la Oxford. Cu toate acestea, nu au vrut să publice rezultatele descoperirii lor, motivul fiind faptul că ar fi putut intra în competiție cu o nouă descoperire la nivelul aerului atmosferic, organizată de Instituția Smithsoniană de la Washington D.C. Una din condițiile competiției era faptul că descoperirea nu trebuia să fie anunțată înainte de data finalizării la sfârșitul anului 1894. Rayleigh și Ramsay câștigă premiul de 10.000 $, în valoare actuală de 150.000$.
La data de 31 ianuarie 1895, în fața unei audiențe de mai mult de 800 de oameni aflați la Universitatea College din Londra, profesorul Ramsay citește o lucrare pe care el și Rayleigh o adresau Societății Regale privind descoperirea. În anul 1904 Rayleigh primește Premiul Nobel pentru Fizică, iar Ramsay pentru Chimie.
Cu toate acestea, nu ei au fost primii care să descopere argonul, deși au fost primii care l-au identificat. Izolarea argonului a avut loc în 1785, la Clapham, Londra, de către Henry Cavendish. Având propriul său laborator, el a inițiat diverse investigații ale chimiei atmosferice. Luând o mostră de aer, Cavendish trecea un curent electric prin aceasta și absorbea gazele formate, însă era intrigat de faptul că un procent de 1% din volumul acesteia nu se putea combina chimic. Nu realizase că descoperise un nou element gazos, iar identificarea acestuia nu se putea face prin tehnicile perioadei sale.
În 1882, H.F Newall și W.N. Hartley au descoperit în mod independent noi linii spectrale la nivelul aerului fotografiat la presiune joasă. Nici aceștia nu au reușit să identifice elementul care produse acele linii, însă descoperirea acestuia era doar rezultatul încercării de rezolvare a unei enigme legate de o trăsătură a azotului: de ce densitatea acestuia depinde de modul în care a fost obținut.

## Structură atomică
Un atom de argon are 18 electroni, 18 protoni și 22 de neutroni.

## Izotopi
Principalii izotopi ai argonului sunt 40Ar(99,6%), 36Ar(0,34%) și 38Ar(0,06%). În natură 40K cu un timp de înjumătățire de 1,25x109 ani se dezintegrează în 40Ar(11,2%), restul dezintegrându-se în 40Ca. În atmosferă 39Ar și 40Ar sunt create de către razele cosmice.

## Compuși
Argonul, având pe ultimul strat structură stabilă de octet, este foarte stabil și opune o rezistență foarte mare la combinarea cu alte elemente. Până în 1962 se credea că toate gazele nobile sunt inerte din punct de vedere chimic. În august 2000 s-a creat primul compus al argonului, expunând o mostră de argon înghețat, care conținea fluorură de hidrogen, la raze ultraviolete. S-a obținut hidro-fluorură de argon (HArF) un compus stabil până la temperatura de 40 K (-233 °C).

## Răspândire
Argonul reprezintă 0,934% din punct de vedere al volumului și 1,29% din punct de vedere a masei din atmosfera terestră. Se extrage din atmosferă prin intermediul fracționării, un proces prin care de asemenea se obțin și gazele azot, oxigen, neon, kripton și xenon.

## Producere

### Producere la scară industrială
Argonul care fierbe la 77,3K se obține industrial distilând aer lichid, obținând azot(87,3K) și oxigen(90,2K). Aproximativ 700.000 t de argon se obțin anual.

### În dezintegrări radioactive
40Ar se obține din dezintegrarea 40K prin captură de electroni. Cu ajutorul acestei tehnici se pot data roci.

## Utilizare
Argonul are un spectru larg de folosință fiind folosit în următoarele domenii:
- Procese industriale
- Conservant
- Echipamente de laborator
- Medicină
- Iluminare

## Măsuri de protecție chimică
Deși nu este toxic, argonul este periculos deoarece, înlocuind oxigenul, provoacă asfixierea.